# Джордж Брюс из Карнока
Сэр Джордж Брюс из Карнока (англ. Sir George Bruce of Carnock; ок. 1550 — 6 мая 1625) — шотландский купец, судовладелец и горный инженер.

## Биография
Сын Эдварда Брюса из Блерхолла (1505—1565) и Элисон Рид, сестры Роберта Рида, епископа Оркнейских островов. Его старший брат Эдвард Брюс (1548—1610) был назначен лордом Брюсом из Кинлосса в 1602 году . Эдвард Брюс построил большой особняк, известный как Калросс-хаус или Эбби-хаус (теперь уменьшенный в размерах), а Джордж построил дворец в Калроссе.

## Уголь, соль и серебро

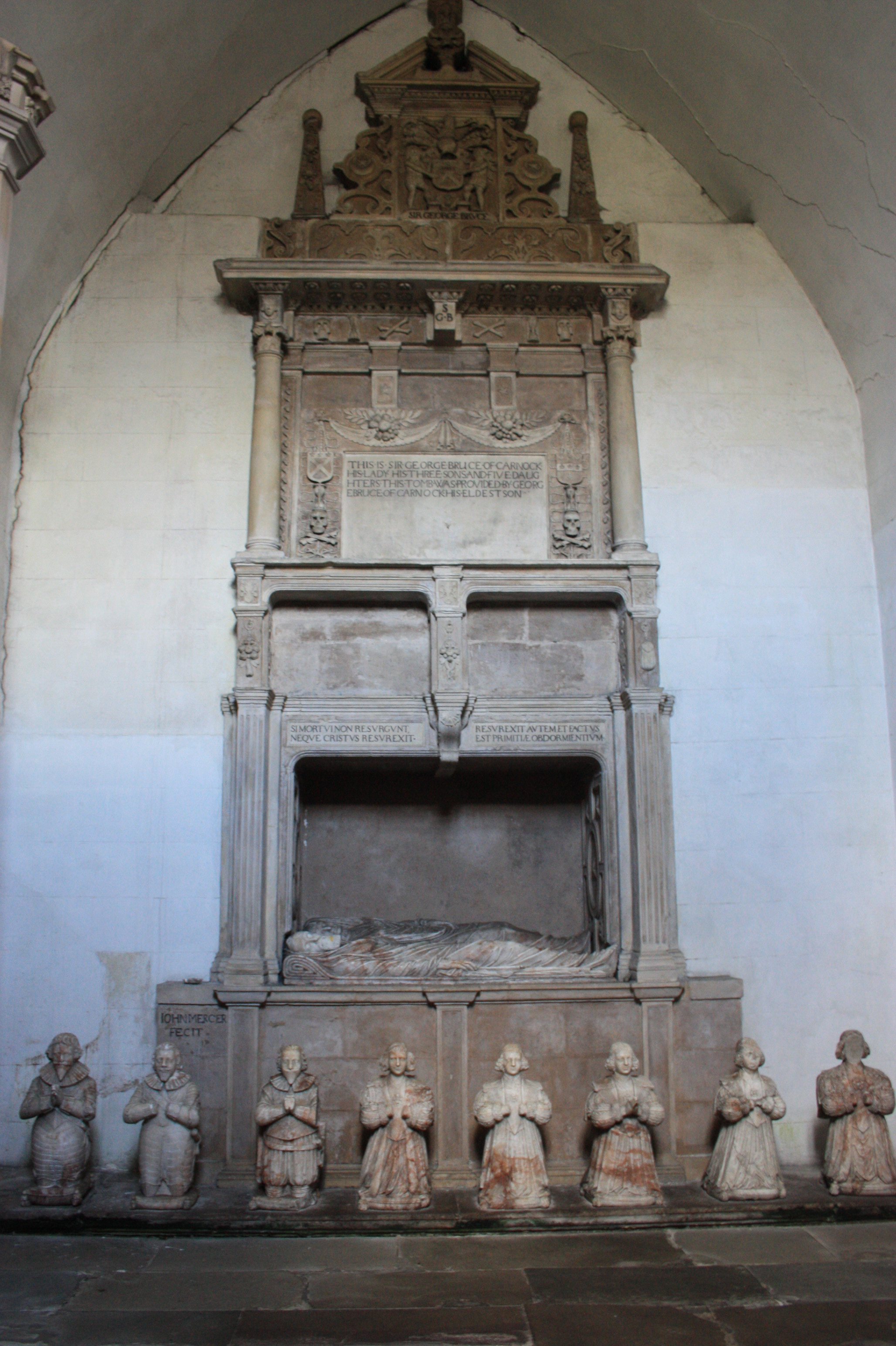
Мемориал сэру Джорджу Брюсу из Карнока

Джордж Брюс был новатором в технологии добычи угля, внедрив подводную добычу пласта Аппер-Херст с использованием новой технологии дренажа. Эти нововведения вызвали большой интерес, в том числе визит короля Якова VI в 1617 году. Сэр Джордж Брюс пригласил его посетить одну из своих шахт, туннель которых проложен под морским дном. Яков рискнул войти в проход на суше, который уходил далеко под Ферт-оф-Форт, и обнаружил, что выходит на вершину каменной башни, расположенной в четверти мили от берега. Встревоженный тем, что оказался окруженным водой, Яков обвинил сэра Джорджа в покушении на его жизнь и заявил, что все это дело было предательством. И только когда Джордж Брюс указал на гребную лодку и объяснил, что можно либо воспользоваться ею, либо вернуться по туннелю, откуда они пришли, король снова расслабился — и выбрал вариант путешествия на лодке.
Джон Тейлор, английский писатель, известный как «Водный поэт», приехал в Калросс в 1618 году и описал свой визит в «Пеннилесском паломничестве». Трое рабочих Брюса провели поэту экскурсию по шахте. Тейлор описал, как в шахту был вход с суши и еще один вход через водонепроницаемую башню, построенную на песчаной отмели с битумным цементом. Ему был предоставлен выбор: вернуться из башни Рва через шахту или на лодке. Тейлор был впечатлен и написал, что сказал Джорджу Брюсу, что пороховые заговорщики могли поучиться у него или такие подземные сооружения могли бы стать подходящим винным погребом для лондонской таверны. Он также отметил дренажную машину, запряженную лошадьми, позже описанную как египетское колесо, осушавшую шахту с помощью бесконечной цепи с 36 прикрепленными ведрами, а также обширные соляные работы. Соль экспортировали в Англию и Германию. Бен Джонсон также посетил его в 1618 году и записал название входа в шахту со стороны суши как «глаз». Он видел соляные копи в Кинкардине, к западу от Калросса, где работало более 500 человек.
Морская башня под названием «Ров-Пит» и шахта под Фортом были затоплены сильным штормом в марте 1625 года. Роберт Морэй считал, что идея Джорджа Брюса о мельницах, приводимых в движение приливом и осушающих шахты, может снова оказаться полезной.
Джордж Брюс купил несколько существующих солончаков в районе Калросса, где выпаривалась морская вода для приготовления соли для приправы и консервации мяса. В библиотеке Эдинбургского университета имеется несколько уставов, подробно описывающих эти приобретения, начиная с 1586 года. В оснащение одной кастрюли входили «ведра, горшки, подставки, подмости и корыта» . Брюс подал прошение о продаже своей соли в Лондоне в 1611 году, подрывая других поставщиков и заявляя, что нанял 1000 рабочих.
В 1608 и 1609 годах Джордж Брюс был казначеем королевского серебряного рудника в Хилдерстоне недалеко от Батгейта. У него было жилье на заводе с мебелью от Калросса, хотя повседневный надзор осуществлял его заместитель. Отчеты о шахтах хранятся в Национальном архиве Шотландии.

## Судоходство и рыбалка
Джордж Брюс был финансистом и предложил кредит английскому дипломату Уильяму Эшеби в июле 1588 года. Доверенным лицом Брюса в Хельсингёре в Дании был Фредерик Лайалл, или Лейелл, который управлял его экспортом соли. Лайалл участвовал в покупке драгоценности, подаренной графом Маришалем Анне Датской во время ее брака по доверенности с королем Яковом VI.
Джордж Брюс и несколько других торговых судовладельцев потеряли грузы купленных в Лондоне товаров на кораблях «Сокол Престона» и «Иисус из Бонесса» в 1583 году. «Сокол» и груз «Иисуса» были захвачены на Лоустофт-роуд 17 марта английским моряком, капитан Шале, отплывшим в Портсмут. Владельцы совместно обратились к королеве Англии Елизавете I Тюдор с просьбой вернуть корабль и оценить стоимость груза. Король Шотландии Яков VI также написал Елизавете от их имени. Стоимость потери оценивалась в 440 фунтов стерлингов. Корабли, вероятно, доставили в Лондон соль, уголь и другие шотландские продукты.

### Испанское вино и дело Брюса
Джордж Брюс импортировал испанское вино. В 1598 году Джордж Брюс был вовлечен в судебное дело, рассматривавшееся в Лондоне, в отношении одного из его кораблей. Инцидент произошел в августе 1593 года. Его корабль «Брюс», капитаном которого был Уильям Стюарт из Данди, отправился в Ферроль за грузом вина, инжира и изюма. Капитан Стюарт встретил несколько английских торговых судов, «Джулиан Лондонский» и корабль «Саутгемптон», с двумя захваченными лодками. "Джулиан " был капером под командованием Джона Кларка и курсировал по побережью Испании в поисках призовых грузов сахара и красителя из бразильского дерева в то время, когда Англия находилась в состоянии войны с Испанией.
«Джулиан» выстрелил в шотландский корабль, чтобы довести его до конца. Английские корабли были перегружены людьми, захваченными с испанских кораблей. Клерк и капитан Петефер заставили Стюарта взять на «Брюса» 52 человека. Это были португальские моряки и, возможно, порабощенные африканцы. Дело обсуждалось в Тайном совете Англии. В сентябре 1598 года Яков VI поручил дипломату Дэвиду Фулису обсудить дело с королевой Елизаветой и сэром Робертом Сесилом. Английский дипломат в Шотландии, Джордж Николсон написал сэру Роберту Сесилу, убеждая Джорджа Брюса «найти благоприятное правосудие», потому что его брат Эдвард Брюс советовал королю Якову VI в пользу дружбы с Англией. Судьба португальцев и африканцев на борту « Брюса» не зафиксирована.

### Воды Исландии
В 1599 году король Шотландии Яков VI написал королю Дании Кристиану IV с просьбой разрешить Брюсу ловить рыбу в водах Исландии на лодках с английскими моряками в течение следующих десяти лет после того, как Кристиан IV запретил английскому флоту ловить рыбу на его территориях после дипломатической миссии Нильса Крага в Англию. Кристиан объявил вокруг Исландии закрытом морем шириной восемь миль или две лиги.

### Четвертая навигация
В 1621 году король Яков попросил Тайный совет Шотландии установить предупредительные маяки, фонари и костры на скрытых скалах и отмелях Форта для улучшения навигации. Джордж Брюс после нескольких кораблекрушений в Форте разработал схему строительства маяков, которая должна была финансироваться за счет части таможенных пошлин. Это побудило владельцев угольных шахт в долине Форт вместо того, чтобы находить деньги за счет налогообложения иностранных судовладельцев, делать добровольные взносы на строительство маяков.

## Дворец Калросс

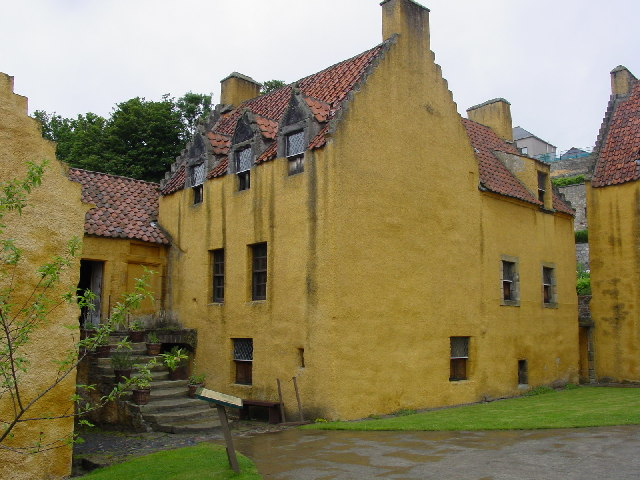
Резиденция Джорджа Брюса в Калросском дворце

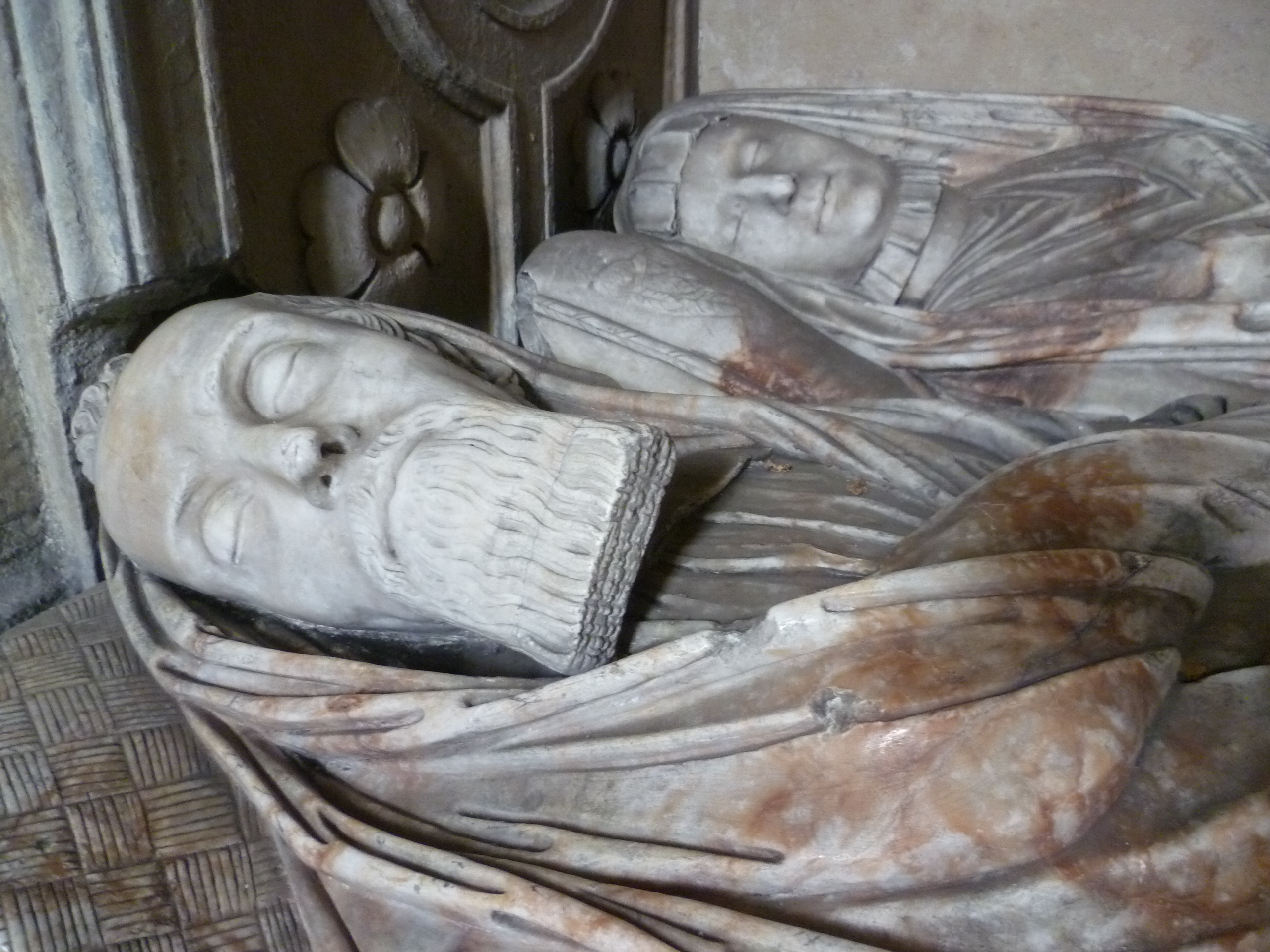
Надгорбия Джорджа Брюса и Маргарет Примроуз в аббатстве Калросс

Между 1597 и 1611 годами Джордж Брюс построил особняк в Калроссе, используя материалы своей зарубежной торговли. Это здание впоследствии стало известно как Дворец Калросс . Он щедро украсил дворец, и потрясающие расписные потолки с гербами, другие декоративные элементы и панели все еще можно увидеть. Дворец Калросс в настоящее время находится под опекой Национального фонда Шотландии и был отреставрирован и сохранен в своем великолепии 17-го века.
Дом в основном строился за две кампании. Южный блок в 1597 году и северное здание в 1611 году, когда Джордж Брюс был посвящен в рыцари. Лакокрасочное покрытие эпохи Возрождения было восстановлено в 1932 году для Национального фонда и снова в 1990-х годах реставраторами из Исторической среды Шотландии. На втором этаже южного блока роспись потолка включает 16 эмблем, адаптированных из книги Джеффри Уитни «Выбор эмблем» (Лондон, 1586 г.). В северном блоке сохранились фрагментарные остатки сцены Суда Соломона и обширная оригинальная декоративная живопись.
Дворцовому зданию, которое выцвело до белого цвета, вернули первоначальный желто-оранжевый внешний вид. Дорожка во дворе и сад также были реконструированы: теперь сад полон овощей, трав и растений, которые растут так же, как и в 17 веке.
Джордж Брюс также приобрел поместье Файф в Карноке. В 1602 году он отремонтировал там церковь. Брюс помогал министру Карнока Джону Роу, поставляя уголь архиепископу Споттисвуду.

## Смерть
Джордж Брюс скончался 6 мая 1625 года и был похоронен в аббатстве Калросс, которое сейчас используется как приходская церковь Калросса и Торриберна.
Его мемориал (в северной часовне) каменщика Джона Мерсера изображает его лежащим со своей женой, в то время как его восемь детей, три сына и пять дочерей, молятся, повернувшись лицом наружу у основания в виде фигур в половину размера. Доска на земле у основания фиксировала смерть детей.

## Браки и семья
Джордж Брюс женился на Маргарет Примроуз, единственной дочери Арчибальда Примроуза, 1-го лэрда Бернбре (собственность аббатства Калросс), писателя, чей сын, Джеймс Примроуз, был главным секретарем Тайного совета. Его второй женой была Юфам Примроуз, дочь Дэвида Примроуза, который жил в Калроссе. Среди его детей были:
- Джордж Брюс, 2-й из Карнока (ум. 1643), который женился на Мэри Престон, дочери Джона Престона из Вэллифилда. Отец Эдварда Брюса (? — 1662), 1-го графа Кинкардина (с 1647), и Александра Брюса (1629—1680), 2-го графа Кинкардина (с 1662).
- Роберт Брюс из Брумхолла (ум. 1652), женившийся на Хелен Скин, внучке дипломата Джона Скина. Отец Александра Брюса (? — 1706), 4-го графа Кинкардина (с 1705)
- Энн Брюс, вышедшая замуж за Джеймса Арно из Ферни.
- Кристиан Брюс, 1-й муж — Роберт Колвилл, магистр Колвилл (? — 1614), сын Джеймса Колвилла из Истер-Уэмисса (1551—1629), и Изобель Рутвен, 2-й муж — Лоуренс Мерсер из Олди.
- Магдалина Брюс, вышедшая замуж за Джона Эрскина из Балгоуни.
- Николас Брюс (ум. 1670), 1-й муж — Джон Моррисон из Дэрси, 2-й муж — Джон Дик из Брейда (1610—1642), сын Уильяма Дика из Брейда[31].
- Маргарет Брюс (ум. 1652), вышедшая замуж за Фрэнсиса Николлса, английского юриста.

## Наследие
В 2015 году он был введен в Зал славы шотландского инженерного дела.